# Гандрій Дучман
Гандрій Дучман, німецький варіант — Андреас Дойчманн, псевдонім — Вольшінський (луж. Handrij Dučman, Wólšinski, нім. Andreas Deutschmann; нар. 27 лютого 1836 року, с. Бозанкеци, Лужиця, Німеччина — 4 квітня 1909, Дрезден, Німеччина) — католицький священик, серболужицький драматург, письменник і поет. Писав на верхньолужицькій мові. Старший брат лужицького громадського діяча і лікаря Петра Дучмана.

## Біографія
Народився 27 лютого 1836 року в серболужицькому селі Безанкеци в селянській родині. Закінчивши середню школу в Будішин, поступив в 1849 році в гімназію і потім — в 1850 році в новостворене серболужицьке педагогічне училище. З 1851 року по 1860 рік навчався в Лужицькій семінарії в Празі. У 1853 році вступив в серболужицьку культурно-просвітницьку організацію «Матіца сербська». Навчався також у празькій Малостранській гімназії. Будучи студентом в Празі, з 1858 року по 1860 рік був керівником серболужицького студентського товариства «Сербовка». У 1860—1861 роки навчався в архиєпископській семінарії в Кельні. У 1861 році повернувся на батьківщину і 16 серпня 1861 року був висвячений на священика. З 21 жовтня 1861 року служив вікарієм в католицькій парафії в Радібор і з березня по вересень 1865 року — адміністратором в Вотрове, потім повернувся в Радібор. У 1875 році був призначений настоятелем. З 1884 року був настоятелем в різних католицьких парафіях в Північній Чехії. З 1886 року був настоятелем в Ліпску. У 1903 році через хворобу вийшов на пенсію і проживав до своєї смерті в Дрездені.

## Літературна творчість
З 1856 року публікував свої твори під псевдонімом Вольшінський (Wólšinski) в різних серболужицьких періодичних виданнях і особливо — в католицькому журналі «Katolski Posoł», газеті «Serbske Nowiny» і науковому виданні «Časopis Maćicy Serbskeje».
Твори
- Pěseń wo zwonu, поема, 1859;
- Pismowstwo katholskich Serbow, драма, 1869;
- Othilia, abó Slepa holcžka, 1873
- Wodźan, 1896.
- Złote hrody abo Hans Klepotar na dań njese, 1897.